# Carlos Agostinho do Rosário
Carlos Agostinho do Rosário (ur. 26 października 1954 w Maxixe) – mozambicki polityk i dyplomata, premier Mozambiku od 17 stycznia 2015 do 3 marca 2022. Członek partii FRELIMO.
W latach 1987–1994 był gubernatorem prowincji Zambézia. W latach 1994–2000 był ministrem rolnictwa i rybołówstwa. W latach 2002–2009 był wysokim komisarzem w Indiach. W latach 2010–2015 pełnił funkcję ambasadora w Indonezji i Timorze Wschodnim.
3 marca 2022 prezydent Filipe Nyusi powołał nowy rząd, na którego czele stanął Adriano Maleiane.